# Château de la Grange (Lozère)
Pour les articles homonymes, voir Château de la Grange (homonymie).
Le château de la Grange est un château situé à Servières, en France.

## Description
Le château de la Grange présente un plan rectangulaire et uniforme de pierre du pays surmonté d'un chemin de ronde à mâchicoulis de gros merlons de granite ; la façade est ouverte par une très belle porte Louis XIII dite « à facette de diamant » typique du Gévaudan d'Ancien Régime, porte à rapprocher de celle d'autres châteaux et vieilles demeures de la région comme le château du Champ. La façade du logis féodal est percée de huit grandes fenêtres à meneaux en grès rose.
Le bâtiment est à rapprocher du château du Fort (Chambon-le-Château), du château de Rocheblave et du château de Chanterelle de Saint-Vincent-de-Salers.

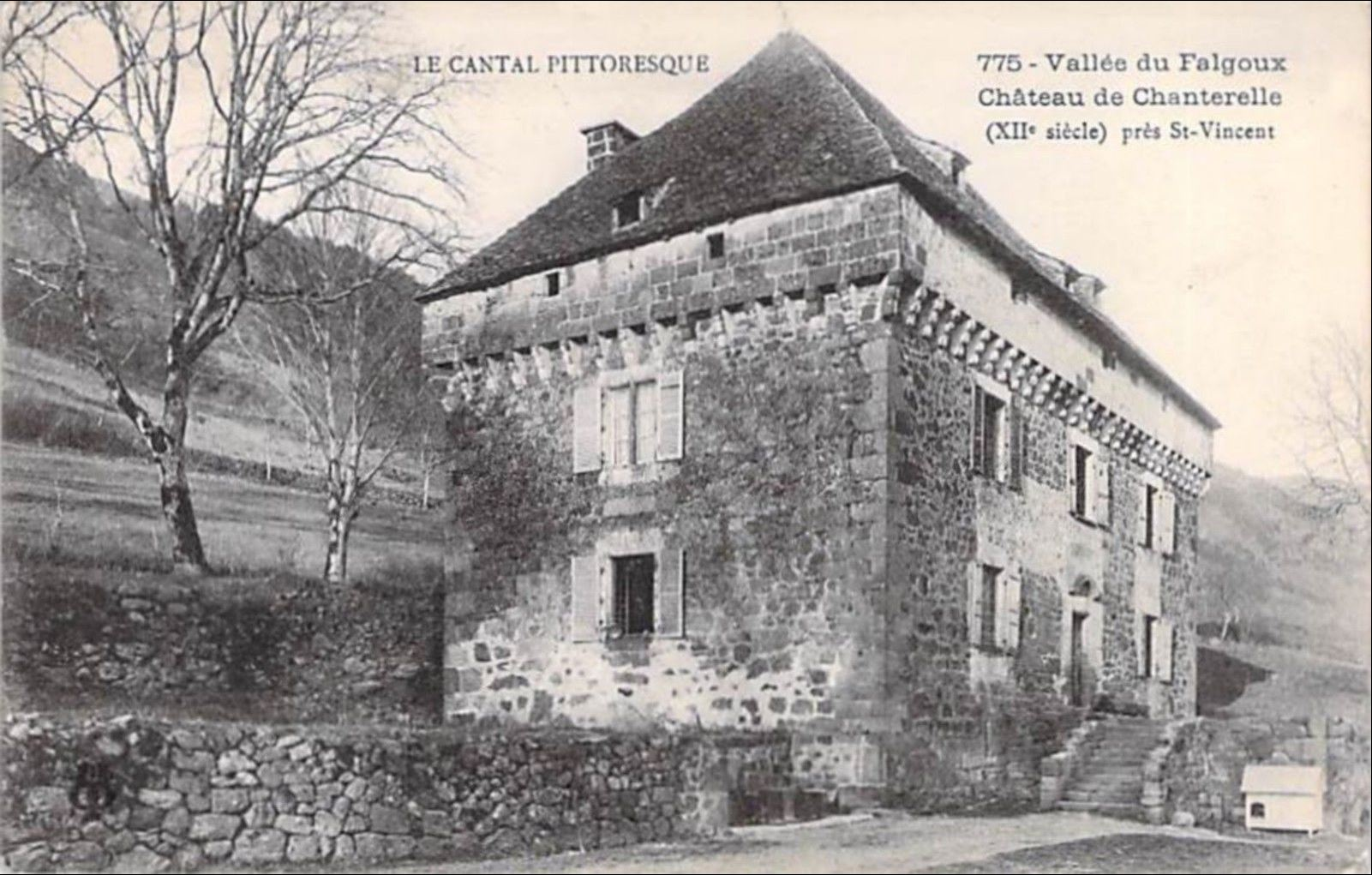
Le château de Chanterelle et le château de La Grange sont remarquablement semblables.
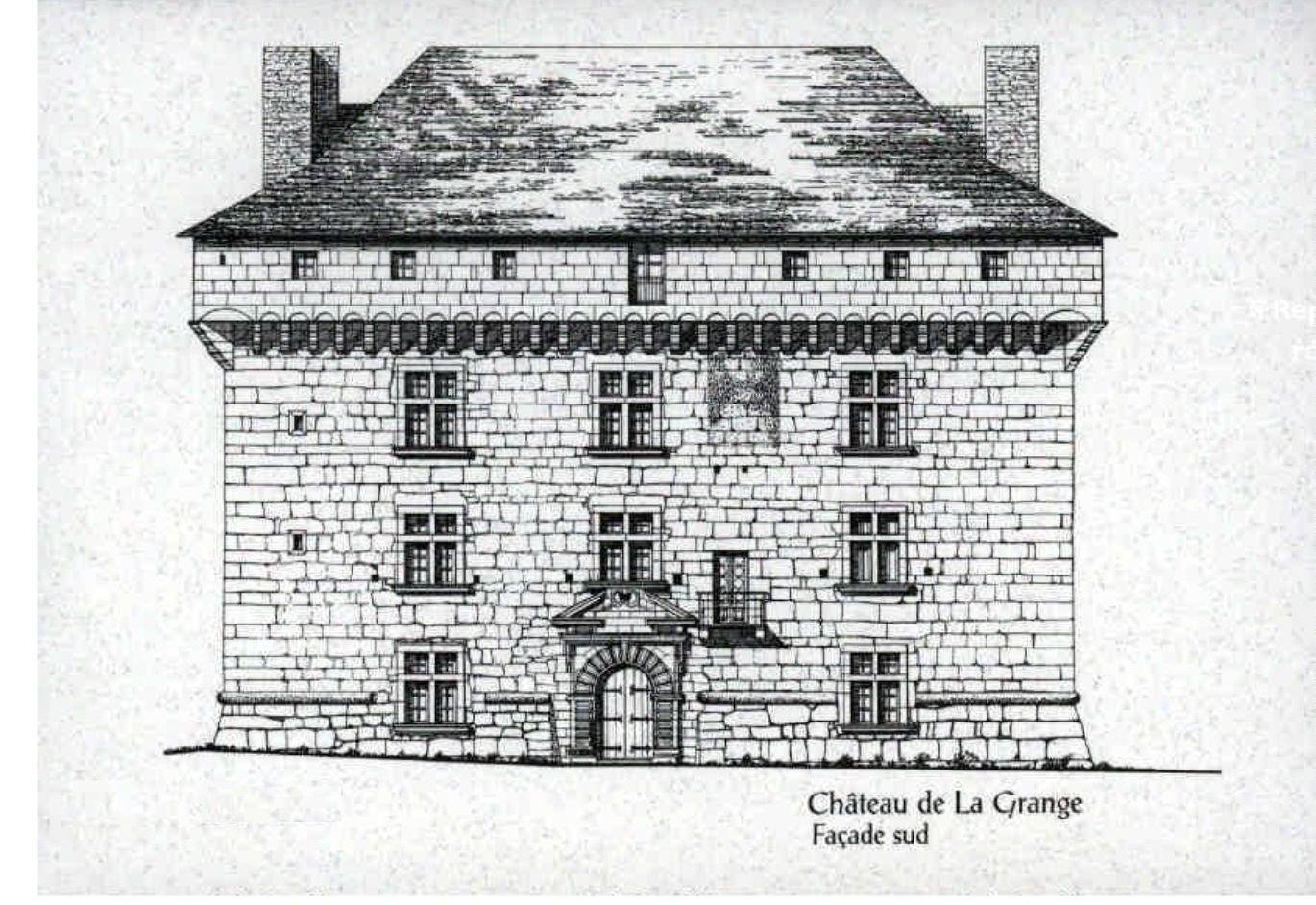
Façade sud du château de La Grange.

## Localisation
Le château est situé sur la commune de Servières, dans le département français de la Lozère.
On découvre le château dans un domaine couvert d'une forêt de pins noirs.

## Historique

Armoiries des Borrel de Lagrange.

Datant du XVIe siècle, le château, d'aspect médiéval et dont l'apparence a peu été remaniée, a été bâti par la famille Borrel (XVe siècle), appelée Borrel de Chanoilhet à partir du XVIIe siècle puis de Borrel de Lagrange au XVIIIe siècle.
Cette famille, notable dans la région, jouit du titre de seigneur de Lagrange, de Servières et de Chanoilhet,.
Elle fit des alliances avec l'aristocratie considérée du Gévaudan telle que les Retz de Servières ou les Salin de Saillant.
Un document de 1716 recensant les biens nobles exemptés d'impôts précise que le domaine de Lagrange dégage 315 livres de revenus aux Borrel. Cela permet de se faire une idée du train de vie modeste des habitants du château (à titre de comparaison, le salaire annuel d'un sergent était en 1726 de 234 livres, celui d'un lieutenant de 900 livres, et le prix d'une vache de 50 livres).
- l'aîné: le chevalier de Borrel, baron de la Grange, colonel de la garde nationale de Mende, chevalier de l'ordre de Saint-Louis qui communiquera avec Louis XVIII et préparera des attentats visant à la restauration monarchique ; pris, il sera emprisonné puis empoisonné par ordre de Bonaparte.
- le deuxième, prêtre réfractaire sera massacré par les révolutionnaires.
- les deux derniers, tout comme leur premier frère, seront contre-révolutionnaires et capitaines et chevalier de l'ordre de Saint-Louis.)

De cette génération, survit Marie-Adélaïde de Borrel de Chanoilhet qui épouse Jean-Baptiste de Florit de la Tour de Clamouse de Corsac, le 14 septembre 1798. Ce dernier est commandant de la compagnie de Corsac à l'armée de Condé, inspecteur des gardes nationales de la Lozère et chargé du commandement militaire dans les départements de l'Ardèche, du Gard et de la Lozère après la seconde Restauration. Il est maire de Mende en 1815.
Ses descendants possèdent le château jusqu'en 1912, date à laquelle décède Urbain de Corsac, dernier du nom, qui s'éteint dans la maison des familles de Gourcy-Récicourt et de Chapelain, anciennement établis au château du Champ.
L'édifice est inscrit au titre des monuments historiques en 1999.